# Sebastião Laranjeiras
Sebastião Laranjeiras là một đô thị thuộc bang Bahia, Brasil. Đô thị này có diện tích 2004,185 km², dân số năm 2007 là 9424 người, mật độ 4,7 người/km².